# Distretto di La Neuveville
Il distretto di La Neuveville è stato uno dei 26 distretti del cantone di Berna in Svizzera. Era uno dei 3 distretti interamente francofoni del cantone di Berna e costituiva la regione del Giura bernese con i 2 altri distretti francofoni del cantone, il distretto di Courtelary e il distretto di Moutier. Confinava con i distretti di Courtelary a nord, di Bienna a nord-est, di Nidau a est, di Erlach a sud e con il Canton Neuchâtel (distretti di Neuchâtel e di Val-de-Ruz) a ovest. Comprendeva una parte del lago di Bienna. Il comune di La Neuveville era il capoluogo del distretto. La sua superficie era di 63 km² e contava 5 comuni.
I suoi comuni sono passati alla sua soppressione al Circondario del Giura bernese.

## Comuni
| Comune        | Popolazione (2004) | Superficie in ettari |
| ------------- | ------------------ | -------------------- |
| Diesse        | 442                | 944                  |
| Lamboing      | 630                | 910                  |
| La Neuveville | 3.420              | 680                  |
| Nods          | 697                | 2.670                |
| Prêles        | 894                | 698                  |